# Klára Issová
Klára Issová (ur. 26 kwietnia 1979 w Pradze) − czeska aktorka.

## Filmografia
- 2008: Opowieści z Narnii: Książę Kaspian jako Hag
- 2008: The Wrong Mr. Johnson jako Veronika
- 2007: Niedźwiadek jako Ema
- 2007: Operace Silver A jako Hana Krupková
- 2006: Reguły kłamstwa jako Monika
- 2006: Grandhotel jako Ilja
- 2005: Anioł Pański jako Dziewica Maria
- 2004: Książę i ja jako asystentka nauczyciela angielskiego
- 2003: Most jako Pavlinka
- 2003: Cesta byla suchá, místy mokrá jako Hanka
- 2001: Bez tváře
- 2001: Ratten - sie werden dich kriegen!
- 2001: Královský slib (TV) jako księżniczka
- 2000: Bohemians
- 2000: Anděl Exit jako Kája
- 1999: Joanna d'Arc jako żona Michaela
- 1998: Co złapiesz w życie
- 1997: Niepewne wiadomości o końcu świata jako Veronika
- 1996: Sad jako Andulka
- 1995: Indiańskie lato jako Klára

## Nagrody i nominacje
- 1996: Czeskie Lwy nominacja w kategorii najlepsza rola żeńska (Indiańskie lato)
- 1998: Czeskie Lwy nagroda w kategorii najlepsza rola żeńska drugoplanowa (Niepewne wiadomości o końcu świata)
- 2001: Czeskie Lwy nominacja w kategorii najlepsza rola żeńska (Anděl Exit)
- 2007: Czeskie Lwy nominacja w kategorii najlepsza rola żeńska (Grandhotel)